# چاگیر
چاگیر (به لاتین: Chagyr) یک منطقهٔ مسکونی در قرقیزستان است که در استان اوش واقع شده‌است. چاگیر ۲٬۶۵۴ متر بالاتر از سطح دریا واقع شده‌است.